# Grotte de la Vieja
La grotte de la Vieja (la grotte de la vieille Femme, en français) est un site d'art rupestre situé dans la commune d'Alpera, dans la province d'Albacete, en Castille-La Manche, en Espagne,. Elle fait partie de l'ensemble inscrit au Patrimoine mondial de l'Unesco en 1998 sous le nom d'Art rupestre du bassin méditerranéen de la péninsule Ibérique. Elle est protégée comme Bien d'intérêt culturel depuis 1924 (cote RI-51-0000285).

## Historique
Le site a été découvert en 1910 par Pascual Serrano Gómez, un habitant de Corral-Rubio (province d'Albacete). Il s'agit du premier site d'art rupestre levantin découvert en Castille-La Manche.

## Art rupestre
La grotte de la Vieja est un exemple emblématique de l'art rupestre levantin, expression des derniers chasseurs-cueilleurs du Levant ibérique au Mésolithique. Cet art, exclusivement pictural, figuratif, monochrome, avec un procédé technique très singulier parvenant au trait de plume levantin (es) caractéristique, a donné à la grotte de la Vieja plus de 170 figures peintes, dans une grande diversité de tailles et de motifs : 33 archers, 13 figures humaines et 2, peut-être 3, représentations féminines, en plus des arcs, des flèches, des sacs, etc. Parmi la faune peinte, on relève 15 cerfs, 10 chèvres, 5 bœufs, 1 cheval, 6 carnivores et plusieurs quadrupèdes d'espèces non identifiées. En bref, tous les éléments essentiels de l’iconographie levantine.
Dans cette cavité est également conservé un groupe de 37 motifs abstraits : barres, formes géométriques complexes, taches, etc., expression des groupes néolithiques, qui correspondent à ce qu'on appelle l'Art schématique ibérique et qui dateraient entre 5000 et 2000 av. J.-C.

## Alentours
La grotte de la Vieja n'est pas isolée et il convient de souligner dans la commune d'Alpera la grotte du Queso et les Carasoles del Bosque I et II (les Châtaigniers de la Forêt), ainsi que l'abri de Tortosilla dans la province de Valence voisine…

## Galerie

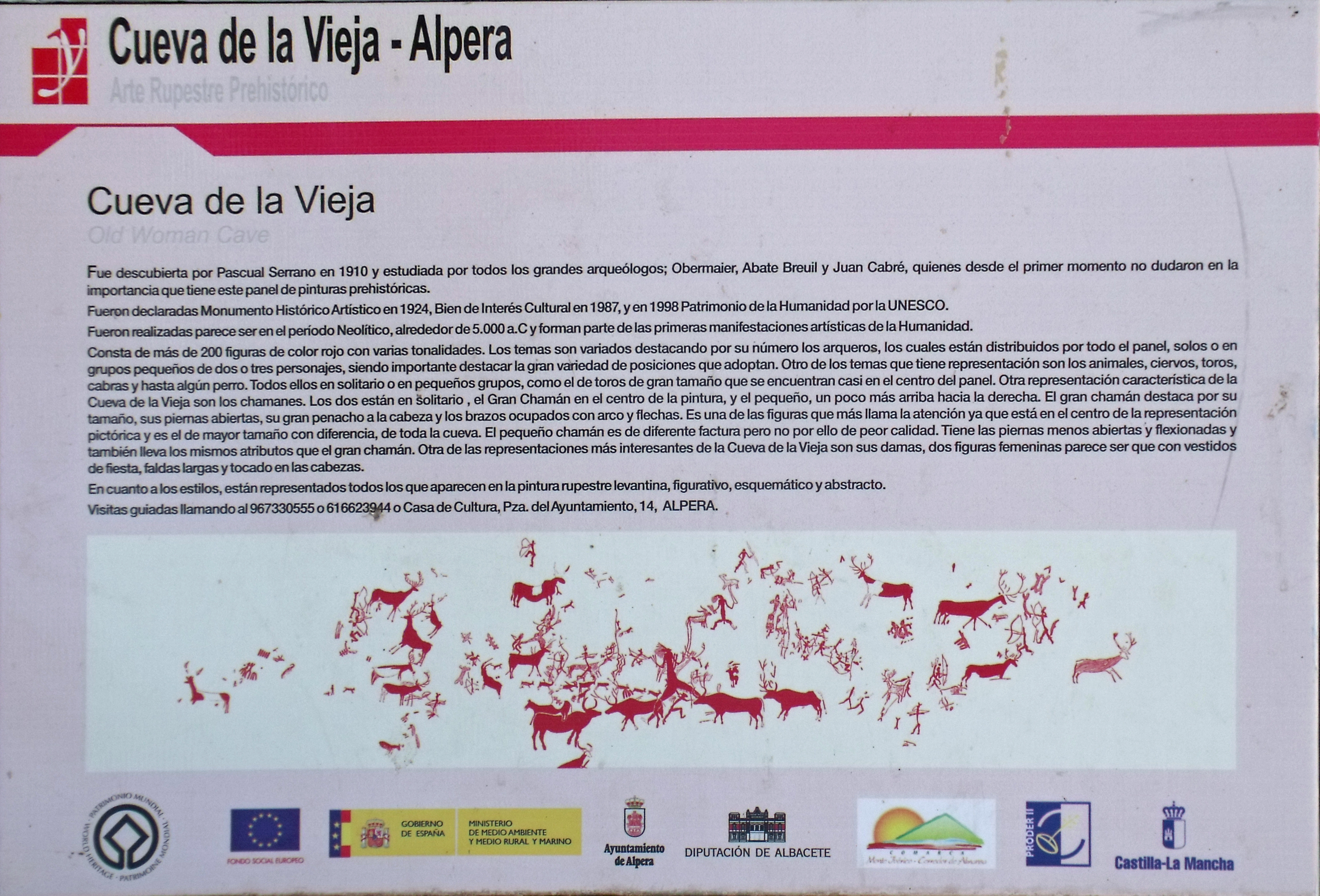
Panneau de présentation du site
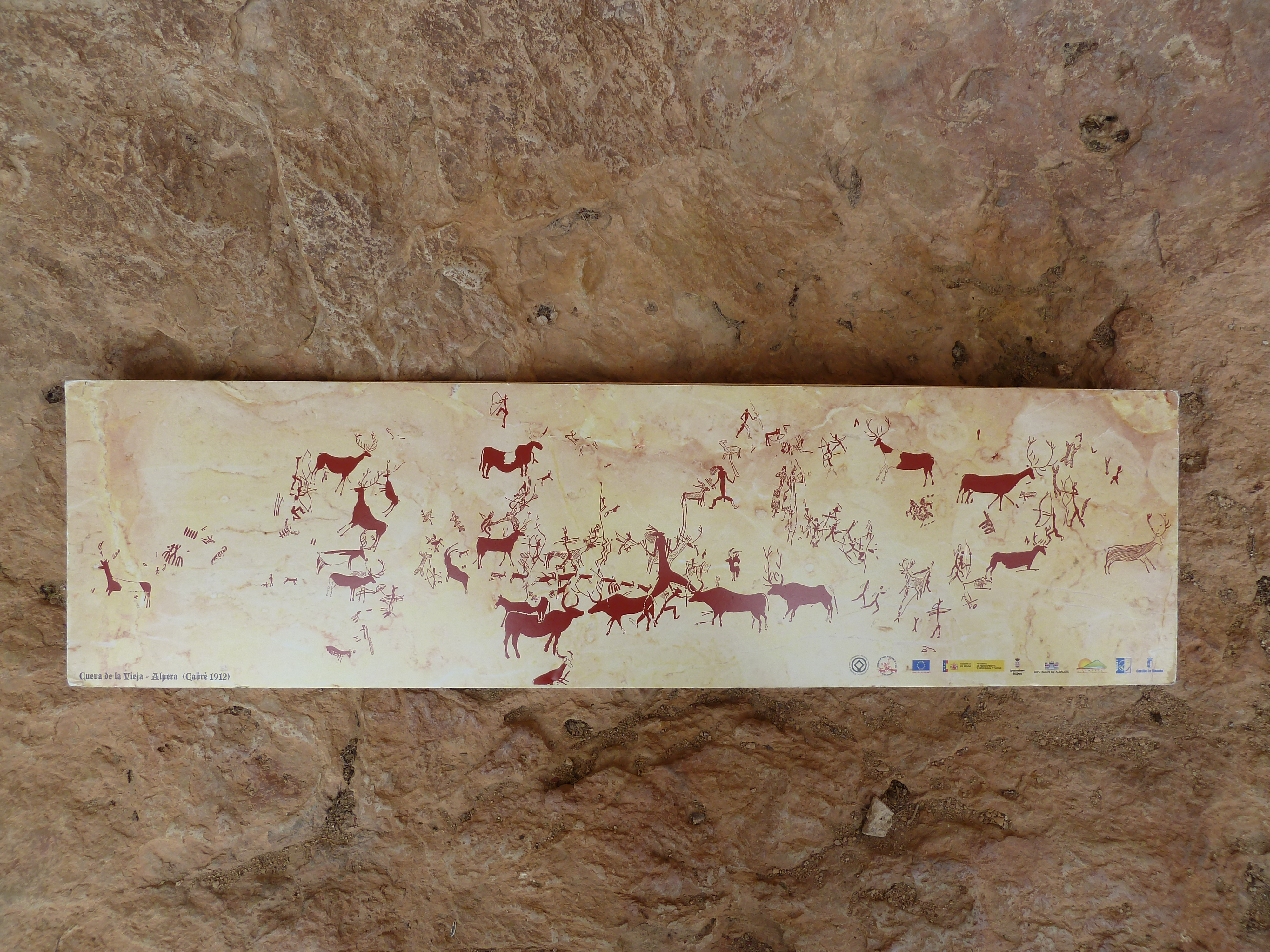
Reproduction d'un panneau de la grotte